# Schistidium andinum
Schistidium andinum là một loài Rêu trong họ Grimmiaceae. Loài này được (Mitt.) Herzog mô tả khoa học đầu tiên năm 1916.